# World Holocaust Forum

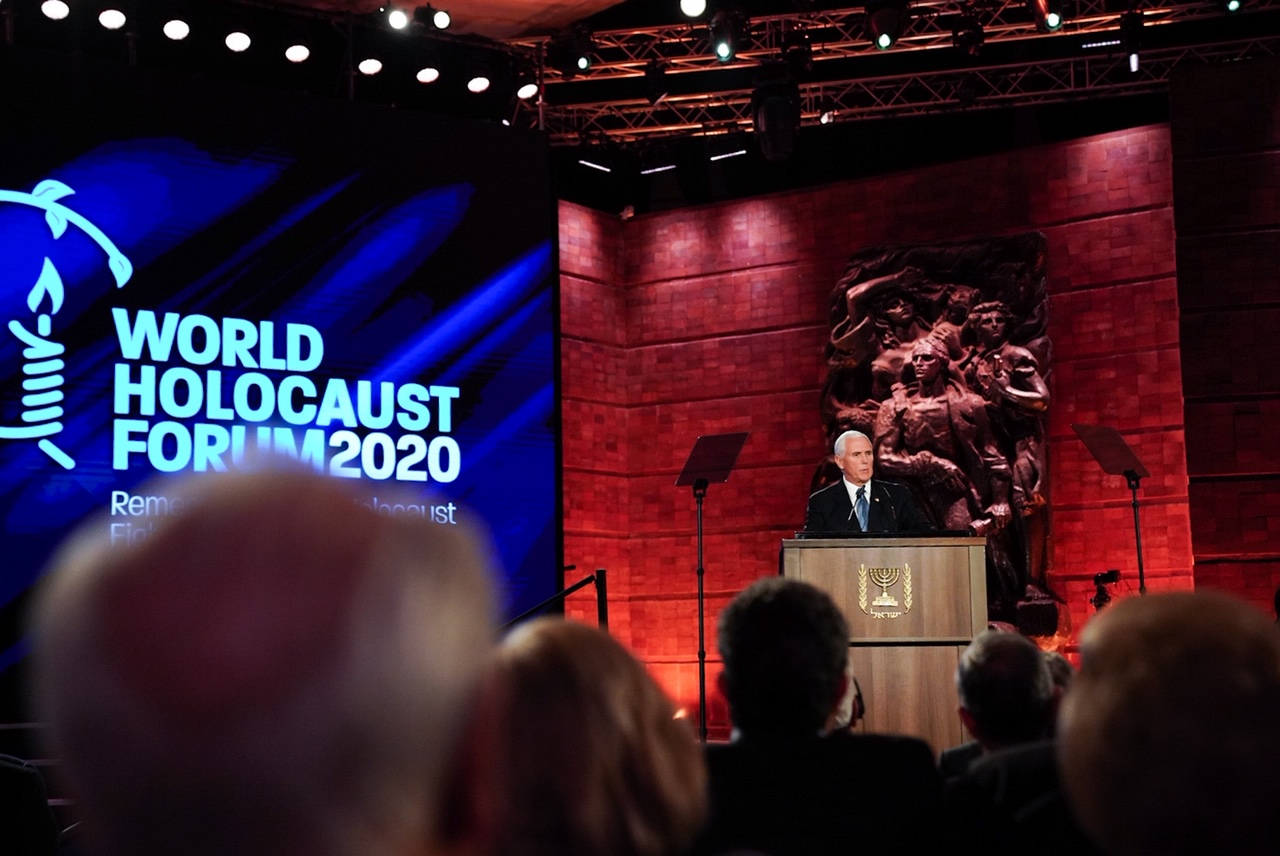
US-Vizepräsident Mike Pence beim 5. World Holocaust Forum.

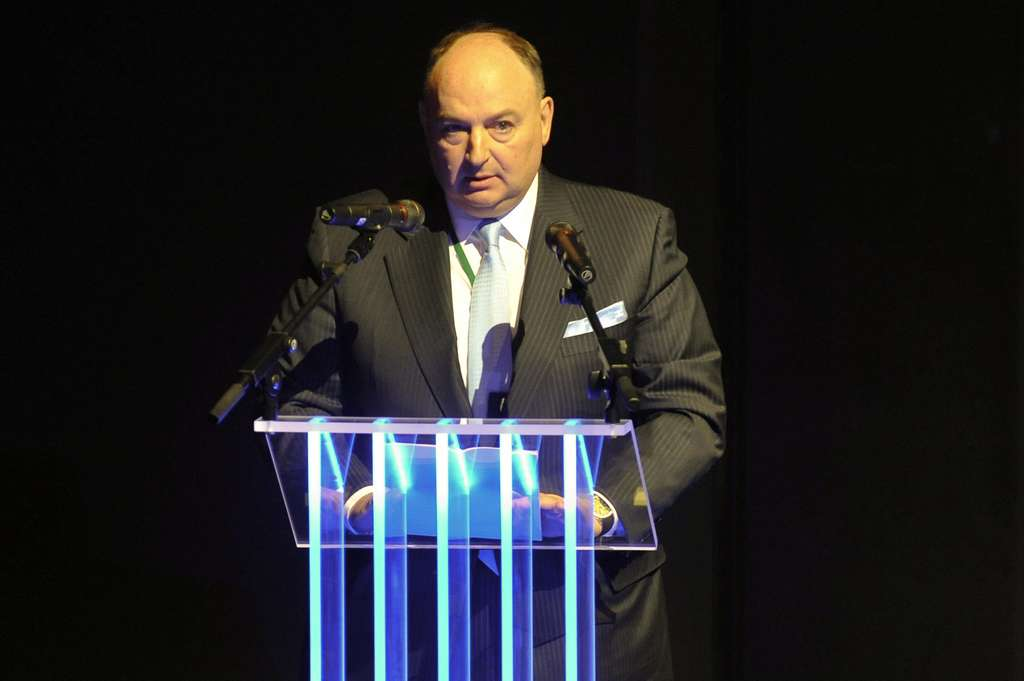
Wjatscheslaw Mosche Kantor, Präsident des European Jewish Congress, Leiter und Organisator des World Holocaust Forums

Das World Holocaust Forum (auch World Forum „Let My People Live!“) ist eine Reihe von Veranstaltungen, mit dem Ziel, die Erinnerung an den Holocaust zu bewahren. Bisher wurden fünf dieser Veranstaltungen abgehalten. Die erste fand 2005 in Krakau (Polen) statt. Um das Weltforum zu organisieren und zu unterstützen, wurde im gleichen Jahr eine spezielle Stiftung unter dem Vorsitz von Wjatscheslaw Mosche Kantor, Präsident des Europäischen Jüdischen Kongresses und Vorsitzendem des Organisationskomitees des Forums, gegründet.

## Erstes World Holocaust Forum
Das Erste Weltforum mit dem Beinamen Let My People Live! (deutsch Lasst mein Volk leben!) wurde 2005 im polnischen Krakau abgehalten, zum 60. Jahrestag der Befreiung des Konzentrationslagers Auschwitz-Birkenau. Am Ersten Forum nahmen über 20 offizielle Delegationen mit ihren Staatsoberhäuptern teil, darunter der Präsident der Russischen Föderation Wladimir Putin, der Präsident Israels Mosche Katzav, der Präsident Polens Aleksander Kwaśniewski und der Vizepräsident der Vereinigten Staaten von Amerika Richard Cheney. Das erste Weltforum fand in den Medien breite Beachtung.

## Zweites World Holocaust Forum
Das Zweite World Holocaust Forum Lasst mein Volk leben! wurde 2006 in Kiew unter der Schirmherrschaft des Präsidenten der Ukraine Wiktor Juschtschenko abgehalten, um den 65. Jahrestag seit der Tragödie von Babi Yar zu gedenken. An dem Forum nahmen über 1000 Teilnehmer aus 60 Ländern teil, darunter Vertreter internationaler politischer und öffentlicher Organisationen, wie den Vereinten Nationen, der Europäischen Union, des Europarats, des Jüdischen Weltkongresses, dem Europäischen Jüdischen Kongresses, dem American Jewish Congress, dem European Jewish Fund und vielen anderen.
In einer Deklaration forderte das World Holocaust Forum, die Erinnerung an die tragischen Ereignisse des Zweiten Weltkriegs zu bewahren und die Bemühungen im Kampf gegen Fremdenfeindlichkeit, Antisemitismus und internationalen Terrorismus zu verstärken.

## Drittes World Holocaust Forum
Das dritte World Holocaust Forum Lasst mein Volk leben! fand am 27. Januar 2010 in Krakau statt und war dem 65. Jahrestag der Befreiung des KZs Auschwitz-Birkenau gewidmet. Das dritte World Holocaust Forum war der Erinnerungen an die Ereignisse des Zweiten Weltkriegs gewidmet, sollte eine Verbindungen zwischen Vergangenheit und Zukunft herstellen und eine Wiederholung der Tragödien der Vergangenheit verhindern helfen. Der Präsident des Europäischen Jüdischen Kongresses Moshe Kantor war der Leiter und Organisator der Veranstaltung.
Das Forum war die erste in einer langen Liste von Gedenkveranstaltungen, die im Jahre 2010 anlässlich des 65. Jahrestages des Sieges im Zweiten Weltkrieg geplant waren. Das Forum sollte die Aufmerksamkeit der Weltgemeinschaft auf sich ziehen und die Öffentlichkeit an den beispiellosen gemeinsamen Kampf der Mitglieder der alliierten Koalition gegen den Faschismus und die entscheidende Rolle der Sowjetunion bei der Befreiung Europas erinnern.
Am Forum nahm eine Gruppe von 100 Abgeordneten des Europäischen Parlaments unter der Leitung von Jerzy Buzek, Vertreter anderer europäischer Institutionen und offizielle Delegationen aus der ganzen Welt teil. Ivan Martynushkin und Yakov Vinnichenko, beide Veteranen des Zweiten Weltkriegs und Befreier von Auschwitz-Birkenau, waren unter den Ehrengästen des Forums. Unter anderem nahmen teil Aleksander Kwaśniewski, ehemaliger Präsident der Republik Polen, Vorsitzender des Europäischen Rates für Toleranz und Versöhnung, Israel Meir Lau, Oberrabbiner von Tel Aviv und Überlebender des KZ Buchenwald Avner Shalev, Vorsitzender der Direktion von Yad Vashem, Ronald Lauder, Präsident des Jüdischen Weltkongresses
Barack Obama, Präsident der Vereinigten Staaten, und Nicolas Sarkozy sandten Grußbotschaften an die Veranstaltung. Darin forderten sie die Weltgemeinschaft auf, sich immer an die Tragödien der Vergangenheit zu erinnern und mahnten, dass die Erinnerung auch in das politische Handeln einfließen muss.
Das Hauptergebnis des Forums war die Ankündigung der Initiative zur Errichtung einer neuen Sonderschule für Bildung und Forschung, einer Paneuropäischen Universität für globale Sicherheit und Toleranz (Pan-European University of Global Security and Tolerance). Das Hauptziel der neuen Organisation wird es sein, die internationale Gemeinschaft in ihrem Kampf für die globale Sicherheit angesichts der Herausforderungen des Extremismus zu unterstützen. Die Universität wird sich darauf konzentrieren, interkulturelle Bildungs- und Unterrichtsprogramme zu organisieren, um die Entwicklung der internationalen Zusammenarbeit und Bildung zu harmonisieren.

## Viertes World Holocaust Forum
Am 26. und 27. Januar 2015 veranstaltete das World Holocaust Forum die Vierte Veranstaltung „Let My People Live!“ Das Forum fand in Prag und Terezín (Theresienstadt, Tschechische Republik) zum 70. Jahrestag der Befreiung des Konzentrationslagers Auschwitz-Birkenau statt. Mehrere hundert hochkarätige Gäste, darunter Staatsoberhäupter, politische Führer, Abgeordnete, Diplomaten, Wissenschaftler und Persönlichkeiten des öffentlichen Lebens aus vielen Ländern, einer der wenigen überlebenden Befreier von Auschwitz-Birkenau, Leonty Brandt, ehemalige Häftlinge der Konzentrationslager und Holocaust-Überlebende, nahmen an der Veranstaltung teil.
Die zweitägige Veranstaltung bestand aus zwei Hauptteilen: dem Forum der Weltzivilgesellschaft auf der Prager Burg und der Gedenkfeier in Theresienstadt, bei der es darum ging, sich an die Vergangenheit zu erinnern und über die Gegenwart in einer Zeit nachzudenken, in der Antisemitismus und Intoleranz eine immer größere Rolle spielen – die Bedrohung nicht nur für das Überleben der jüdischen Gemeinden in Europa, sondern auch für die Sicherheit Europas insgesamt.
An dem Forum, das vom Europäischen Jüdischen Kongress und der World Holocaust Forum Foundation mit dem Europäischen Parlament und seinem damaligen Präsidenten Martin Schulz organisiert wurde, nahmen über 900 Gäste teil, darunter 30 offizielle Delegationen und Vertreter von Parlamenten, europäischen Staatsoberhäuptern und Internationale Prominente, Experten und Wissenschaftler, die sich auf der Prager Burg versammelten, um an drei Diskussionsrunden teilzunehmen, die sich mit Antisemitismus, Neonazismus und religiösem Radikalismus befassten.
Der bekannte US-amerikanische Menschenrechtsaktivist Abraham Foxman, der Historiker und Professor an der Yale University Timothy David Snyder, der französische Schriftsteller und Philosoph Bernard-Henri Lévy, der Vorsitzende der Großen Nationalversammlung der Türkei Cemil Çiçek, der Präsident der rumänischen Abgeordnetenkammer Valeriu Zgonea und andere herausragende Persönlichkeiten nahmen am ersten Tag des Forums teil. Russland war durch den stellvertretenden Vorsitzenden des Föderationsrates Iljas Umachanow und den Präsidenten des Weltforums für den Dialog der Zivilisationen Wladimir Jakunin vertreten.
Die Eröffnungsreden hielten der Präsident des Europäischen Jüdischen Kongresses Moshe Kantor, der tschechische Ministerpräsident Bohuslav Sobotka, der Sprecher der Abgeordnetenkammer des tschechischen Parlaments Jan Hamáček und der Präsident des tschechischen Senats Milan Štěch.
Am 27. Januar 2015 war der tschechische Präsident Miloš Zeman Gastgeber der letzten Sitzung des Forums und der offiziellen Zeremonie zum Gedenken an die Opfer des Holocaust. Das National Philharmonic Orchestra of Russia, 98 Musiker unter der Leitung von Vladimir Spivakov, führte das „Gelbe Sterne Konzert“ von Isaac Schwartz auf, begleitet von einem Video über die Geschichte des Holocaust. Nach einer Schweigeminute, die drei andere Konzentrationslager mit einbezog, wurden die Gäste zur Teilnahme an der Gedenkfeier in Theresienstadt eingeladen, einem Konzentrationslager, das oft als Transitstation auf dem Weg in die Vernichtungslagern diente. Zu den Insassen von Theresienstadt gehörten viele Musiker, Komponisten, Zeichner und Dichter, die ihre Kunst durch die Herausgabe der Zeitschrift „Vedem“ aufrechterhielten. Der weltberühmte Kantor Joseph Malovany und der Oscar-Preisträger Sir Ben Kingsley traten während der Zeremonie auf.
Zum Abschluss des vierten internationalen Holocaust-Forums verabschiedeten die Teilnehmer eine Erklärung zur Bekämpfung von Antisemitismus und Hassverbrechen.

## Fünftes World Holocaust Forum

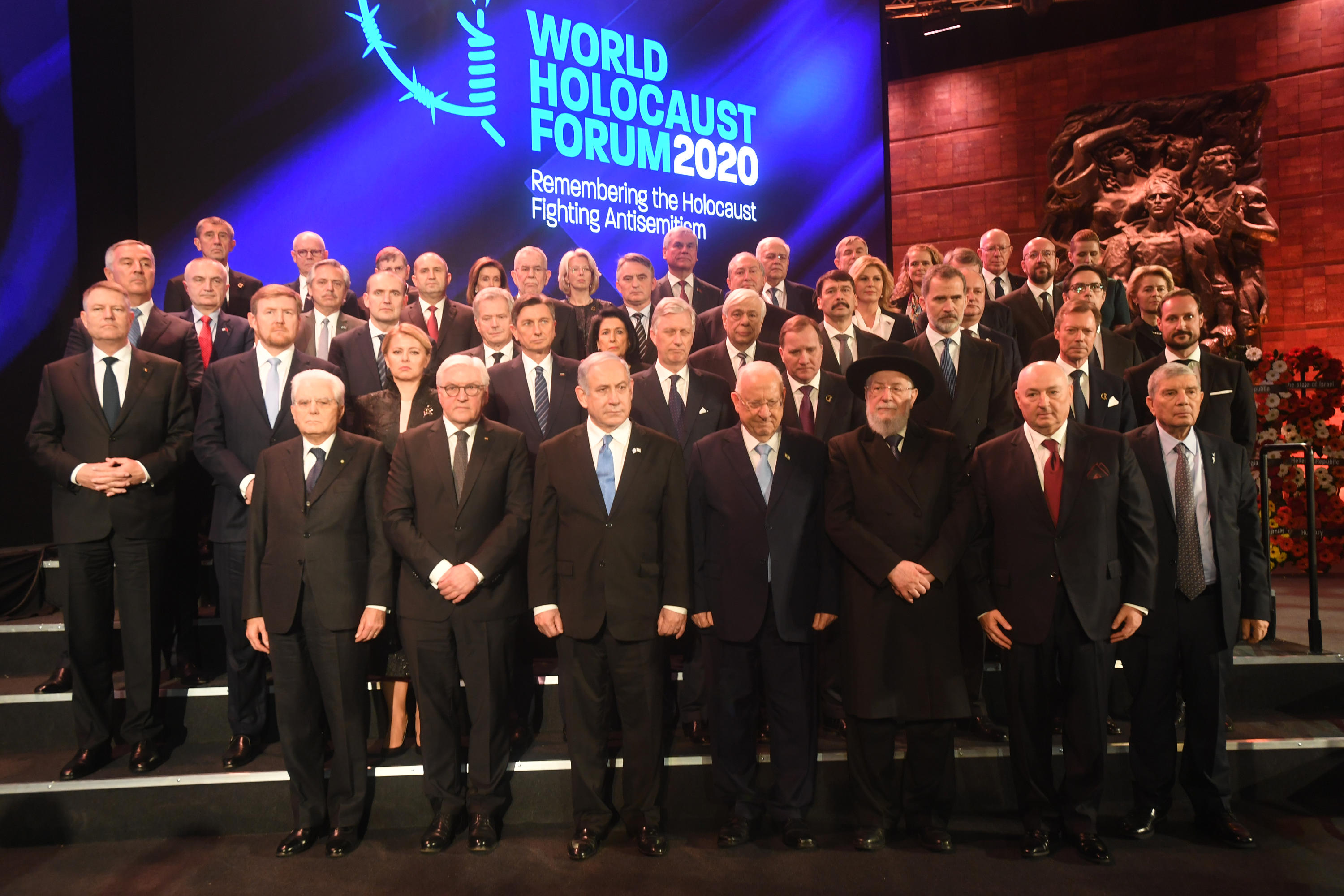
Teilnehmer am 5. World Holocaust Forum

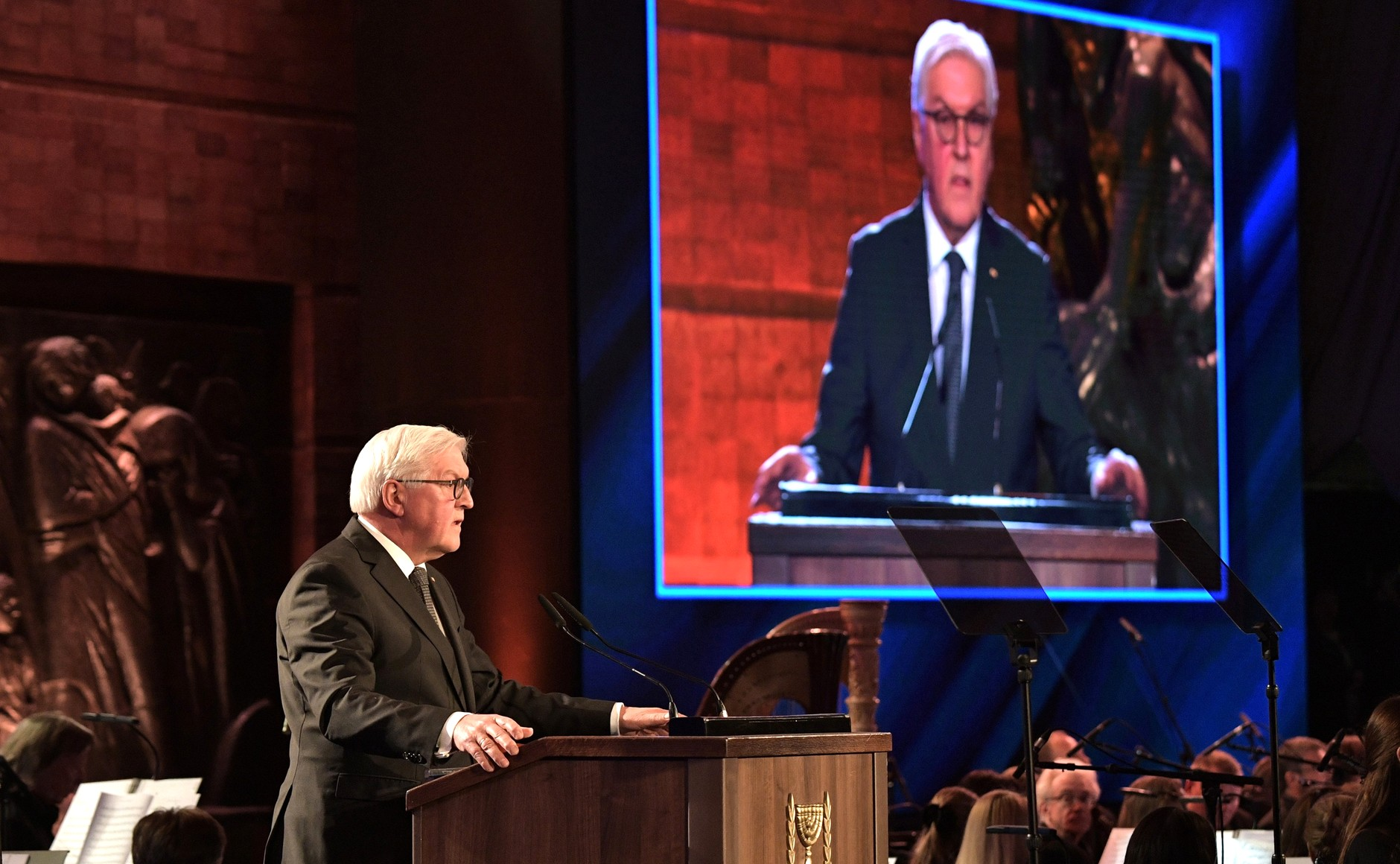
Bundespräsident Frank-Walter Steinmeier bei der zentralen Gedenkveranstaltung zum 5. World Holocaust Forum.

Am 23. Januar 2020 fand im israelischen Jerusalem, das Fünfte World Holocaust Forum mit dem Titel „Erinnerung an den Holocaust, Bekämpfung des Antisemitismus“ statt. An dem Forum nahmen 49 hochrangige Delegationen teil. Organisator und Initiator des Forums war erneut der Präsident der World Holocaust Forum Foundation und Präsident des Europäischen Jüdischen Kongresses, Moshe Kantor, in Zusammenarbeit mit Yad Vashem und unter der Schirmherrschaft des Präsidenten des Staates Israel, Reuven Rivlin.
Neben dem israelischen Staatspräsidenten Reuven Rivlin und dem Regierungschef Benjamin Netanjahu sprachen in der Eröffnungsveranstaltung die heutigen Staatschefs der damaligen alliierten Mächte, Russlands Präsident Wladimir Putin, der Vize-Präsident der USA, Mike Pence, Frankreichs Präsident Emmanuel Macron und der britische Thronfolger Prinz Charles sowie als erstes deutsches Staatsoberhaupt Frank-Walter Steinmeier.
Unter den Persönlichkeiten, die an der Veranstaltung teilnahmen, waren ferner der Präsident von Italien Sergio Mattarella, der Präsident von Österreich Alexander Van der Bellen, die Sprecherin des Repräsentantenhauses der Vereinigten Staaten von Amerika Nancy Pelosi, die Präsidenten Bulgariens,  Finnlands, Georgiens, Kroatiens, Rumäniens, Serbiens, der Slowakei, der Ukraine, Ungarns, Zyperns sowie die Ministerpräsidenten der Tschechischen Republik, Dänemarks, Schwedens, die Könige von Belgien, den Niederlanden, Norwegen und Spanien, und als Vertreter des Heiligen Stuhls Kardinaldiakon Kurt Koch.
Als erstes deutsches Staatsoberhaupt sprach Bundespräsident Frank-Walter Steinmeier in Yad Vashem, bei der zentralen Gedenkveranstaltung zum 5. World Holocaust Forum. Er begann seine Rede auf Hebräisch mit dem Segensspruch Schehechejanu: Gepriesen sei der Herr, […] dass er mich heute hier sein lässt. Der Bundespräsident bekannte sich zu der deutschen Schuld am Holocaust und versicherte den Schutz jüdischen Lebens: Wir bekämpfen den Antisemitismus! Wir trotzen dem Gift des Nationalismus! Wir schützen jüdisches Leben! Wir stehen an der Seite Israels! Dieses Versprechen erneuere ich hier in Yad Vashem vor den Augen der Welt.
Der ukrainische Präsident Wolodymyr Selenskyj und Mitglieder seiner offiziellen Delegation haben ihre Plätze für die Zeremonie in der Holocaust-Gedenkstätte Yad Vashem aufgegeben, um Platz für Schoa-Überlebende zu machen, die gern dabei gewesen wären, für die es jedoch ursprünglich keine Sitzplätze mehr gegeben hatte. Dadurch konnten die Damen und Herren live dabei sein.
Der polnische Präsident Andrzej Duda weigerte sich, trotz Einladung, an der Veranstaltung teilzunehmen. Hauptgrund war, dass er nicht die Gelegenheit bekam, ebenfalls ein Grußwort zu sprechen. Trotz mehrerer diplomatischer Interventionen habe er keine positive Reaktion der Organisatoren auf seine Forderung bekommen. Dem russischen Präsidenten Wladimir Putin sei ein Rederecht erteilt worden, der in den Wochen zuvor Polen in Bezug auf deren Einordnung des Zweiten Weltkriegs kritisiert hatte. Als die diplomatischen Bemühungen nicht fruchteten, schob er als Argument nach, dass die Veranstaltung nicht in Polen stattfände, Präsident Gitanas Nausėda aus Litauen hat den Standpunkt des Präsidenten Duda unterstützt und ebenfalls seine Teilnahme zurückgezogen.
Zwei Wochen nach der Gedenkfeier haben die Organisatoren sich „für eine Reihe von Ungenauigkeiten“ entschuldigt, da in den Kurzfilmen, die während der Veranstaltung gezeigt wurden, gewisse historische Fakten „einseitig und unvollständig“ dargestellt worden sind. Es sei nicht auf den Hitler-Stalin-Pakt eingegangen worden und es seien Karten gezeigt worden, die nicht die tatsächlichen Grenzen zwischen Polen und seinen Nachbarn gezeigt und fälschlicherweise Konzentrationslager als Vernichtungslager markiert hätten.

## Kritik
Der Direktor des Staatlichen Museums Auschwitz-Birkenau, der Historiker Piotr Cywiński, hat scharfe Kritik an den Organisatoren des World Holocaust Forum geäußert. Die Organisatoren würden seit Jahren versuchen, die Gedenkveranstaltung zum 27. Januar, dem internationalen Holocaust-Gedenktag in Auschwitz, durch ihre Veranstaltung zu ersetzen. Die Aktionen der Organisatoren dazu seien „provokant und unreif“. Cywiński sagte zum fünften World Holocaust Forum, dass das Hauptevent zur Erinnerung an die Befreiung des Konzentrationslagers vor 75 Jahren in Polen stattfinden solle, nicht in Israel. Die Organisatoren erwiderten, dass das World Holocaust Forum deshalb nicht am 27. Januar stattfände, dass es dem gesamten Holocaust gewidmet sei sowie der Abwehr von weltweit zunehmenden Antisemitismus und nicht nur der Befreiung des KZ Auschwitz durch die Rote Armee. Es fänden weltweit zahlreiche Veranstaltungen zu diesen Themen statt. Jede dieser Veranstaltungen trage zu den Zielen bei.